# Шанавазов, Даниял Гасанагаевич
Даниял Гасанагаевич Шанавазов (1905, с. Гели, Темир-Хан-Шуринский округ, Дагестанская область, Российская империя — 7 декабря 1958, Махачкала, Дагестанская АССР, РСФСР, СССР) — советский политэкономист, ректор Дагестанского педагогического института (1931—1933).

## Биография
Шанавазов родился в 1905 году в селе Гели. По национальности — кумык. Родители его происходили из сословия чанка, занимались сельским хозяйством. Он рано потерял родителей, воспитывался старшим братом. С 1920 по 1922 год он служил в качестве конного объездчика в конной роте при махачкалинской городской милиции. В 1924 году Шанавазов поступил учится в Школу фабрично-заводского обучения при махачкалинской фабрике имени III Интернационала, одновременно работал в ткацком и слесарном цехах. В 1927 году поступил учится в Академию коммунистического воспитания имени Крупской в Москве, которую окончил в 1931 году и вернулся в Дагестанскую АССР. В ноябре 1931 года был назначен директором Дагестанского педагогического университета, в должности работал до 1933 года. В октябре 1936 года Шанавазов был назначен Народным комиссариатом просвещения Дагестанской АССР. В 1938 году он устраивается на работу старшим преподавателем политической экономии в Дагестанском сельскохозяйственном институте. 24 мая 1941 года Шанавазов он был назначен председателем Дагестанского комитета Союза высшей школы и научных учреждений. С началом Великой Отечественной войны, в октябре 1941 года, добровольно ушёл служить в Красную армию. После окончания войны с 1948 по 1950 годы вёл курс политической экономии в вечернем университете при Ростовском Доме офицеров. В 1950 году закончил служить в Советской армии и вернулся в Дагестан. В 1951 году он защитил кандидатскую диссертацию. С 1951 по 1952 году он исполнял обязанности заведующего кафедрой и старшим преподавателем политэкономии кафедры политических наук областной партшколы. С 1953 по 1954 годы Даниял Гасанагаевич учился на курсах диссертантов при Академии общественных наук в Москве. В 1954 году успешно защитил диссертацию и стал работал заведующим кафедрой советской экономики областной партшколы при обкоме КПСС. В феврале 1958 года был избран заведующим кафедрой политэкономии и философии Дагестанского государственного университета. 7 декабря 1958 года Данияла Гасанагаевича не стало.

## Награды и звания
- Орден Отечественной войны II и I степени;
- Орден Красной Звезды;
- Пять медалей.